# Mr.バニー
Mr.バニー（みすたーばにー、 1961年8月19日 -  、本名 : 成井一充（なるい かずみち）は、宮崎県のフリーテレビディレクター、ローカルタレント、ラジオパーソナリティー。

## 来歴
- 宮崎県宮崎市大字瓜生野[1]出身。宮崎市高岡町在住。
- 宮崎県立宮崎大宮高等学校、武蔵大学経済学部卒業[2]。
- 大学在学中からテレビ宮崎でアルバイト勤務。卒業後、そのままテレビ宮崎の制作部勤務。同時に番組リポーターとして活動。カメラマンを経てディレクターに[3]。現在はフリーのディレクタ、タレント(イベントMC、ラジオパーソナリティー)として活躍している。

- 2024年12月13日にNHK宮崎放送局で放送された『プラスみやざき 宮崎市誕生100年! あなたの知らない宮崎の“そもそも”発掘スペシャル』でテレビ宮崎の『歌謡スポット』で『大淀川慕情』の映像を流した時、「船に乗って撮影した映像だ」と語った後、「テレビ宮崎でカメラ助手をしていた時、大淀川の映像の撮影に行った事がある」と明かし、「船の操縦士以外は、先輩のカメラマンと自分の二人で撮影した」と言い、「何の撮影か知らされないまま行かされて、ただ夕日を撮影していた」と撮影時のエピソードを語った。バニーはテレビ宮崎の番組が主な出演だった為、これが初のNHK出演だった。

## 人物
- オフィス・サン・バニー所属。ディレクターとして関わった番組のスタッフロールでは、本名でクレジットされている為、ディレクターとしては本名で活動していると思われる。
- かつて「さんさんサタデー」に本名の成井一充で出ていたが、バニーボーイと名乗り、バニーガール姿で出て以降メディア出演時はMr.バニーと名乗る。
- スキンヘッドで、テレビに出演する際には様々な帽子を被って出演している、「UMK Dokitto Station」に出演していた当時は、パーマががった髪型だった。
- テレビやラジオに出演する際、口癖として「意味が分からん！」とよく言い、出演映画『ベイビーわるきゅーれ ナイスデイズ』においても台詞として採用されている。2019年夏にシローの代役として「Radio Paradise 耳が恋した!」に出演した際、番組の大喜利企画でこれに変わる口癖をお題としてリスナーから募集した所「犬がワンワン！」というフレーズに食いつき、後に自分の番組でも使用していた。
- マラソン・トライアスロン競技に近年積極的に参加しており、宮崎県下の大会に数多く参加している。それを物語る様にロードバイクを所有しており、移転した2024年4月以降は分からないが、FM宮崎が宮崎市祇園2丁目にあった頃は自宅からロードバイクで通っていた。
- UMK Dokitto Station、さんさんサタデーに出演していた時には毎週カメラマンらしからぬ奇抜な格好とハイテンションで登場していた、その一方で番組での立ち位置はいじられキャラで、「Dokitto Station」においてバニーが担当していた視聴者からのハガキを読むコーナーでは「バニーは邪魔です」とか「反吐が出るほど嫌い」と書かれたハガキが送られてきたりしていたが、バニーもそれに対抗するようにそのハガキの差出人の名前を読んだり、ハガキの差出人の自宅に電話をかけたりするなど、地方のローカル番組らしからぬ過激なやりとりを繰り広げていた。
- 『火曜ゴールデン よかばん!!』の自転車で宮崎県各地をサイクリングするコーナー「ゆるくる」で綾町をサイクリングした際に立ち寄った落花生専門店で店主の許可を得ず商品の袋を勝手に開けて試食し始め、テロップに暴走ジジィと書かれた。
- 趣味はゴルフ。妻(富佐子)に内緒でゴルフクラブを買い、それがバレてしまい「何処にそんな金があると？」と言われた事がある。
- 宮崎市出身のお笑い芸人永野の憧れの人。永野の芸風に影響を与えた。2025年4月1日の『火曜ゴールデン よかばん!!』で対面を果たす。

## 親族
- 妻は元テレビ宮崎アナウンサーで現在フリーアナウンサーの成井（旧姓:島崎）富佐子。マイナンバーカード普及促進の宮崎版のCMで夫婦共演していた。
- 息子の成井龍之祐は、九州朝日放送株式会社(KBC)報道制作部の記者[3]。現在は東京支社の営業職。
- 娘の成井三優はテレビ宮崎の報道部の記者[4]。
- もう一人息子がいる[3]。

## 出演

### テレビ
- パブロフ（テレビ宮崎）
- 火曜ゴールデン よかばん!!（テレビ宮崎）

### ラジオ
- Bunnyのナツウタ ～昭和歌謡を あなたに～（JOY FM）
- 今夜もバニー先輩（JOY FM）

### CM
- ブックオフ(宮崎ローカル版)
- 有限会社福助(ラジオCM)
- カーマン(宮崎県内で展開する中古車販売チェーン店)
- 三紘

### 映画
- ベイビーわるきゅーれ ナイスデイズ（2024年） - 宮崎土着の殺し屋集団のボス役[5]

## 過去の出演

### テレビ

#### テレビ宮崎
- さんさんサタデー
- UMK Dokitto Station
- UMKスーパーサタデーJAGA2天国
- 深夜開店 乱PUB
- よかとこ発見!蛙亭イワクラ使節団〜伊藤と肥満とサイダーと〜

### ラジオ
- 昼どき!歌謡パラダイス（JOY FM）(2011年7月～2013年3月)木曜日担当
- STESSA WEEKEND PRESENTS シンプルライフの法則(JOY FM）

### CM
- JAバンク宮崎 マイカーローン（東国原英夫知事のキャラクターの声）
- パチンコシリウス(ラジオCM、宮崎県下で展開するパチンコチェーン)